# La Soupe froide
Pour plus de détails, voir Fiche technique et Distribution.
La Soupe froide est un film français de Robert Pouret, sorti en 1975

## Synopsis
Deux jeunes et jolies Parisiennes, vendeuses de leur état, abandonnent la capitale et ses pollutions pour aller vivre une vie saine et bucolique dans un petit village de la Haute-Ardèche. Leur arrivée est un événement. On les observe, on s'interroge... Il y a là le maire, collectionneur d'araignées, Antoine, retraité de la S.N.C.F. et jardinier d'occasion, Maury, le menuisier et sa femme acariâtre, Gaston l'ivrogne et l'instituteur, et les joueurs de belote. Abel, fils du menuisier, qui se prend pour le coq du village, entraîne son ami Luc et tous deux commencent à draguer les Parisiennes. Mais ces dernières se détournent du prétentieux séducteur et lui préfèrent Luc, plus réservé, plus timide, plus dévoué. Julie, Sarah et Luc forment dès lors un ménage à trois et aménagent en petite ferme prospère la vieille masure où s'étaient installées les filles. L'une d'elles se trouve enceinte. Abel, jaloux, réveille les instincts racistes des villageois contre Luc, surnommé le «métèque» parce que son père était immigré italien ; on s'élève aussi contre la situation amorale de ce ménage à trois. À l'issue de la fête du 14 juillet, une bagarre éclate entre Abel et Luc ; Luc est laissé pour mort et méprisé par une population haineuse. La ferme du trio est incendiée ; mais les pompiers du village interviennent et limitent le sinistre. Luc n'était que blessé et les quatre jeunes Julie, Sarah, Luc et Abel se retrouvent dans les décombres dans un grand éclat de rire.

## Fiche technique
- Titre : La Soupe froide
- Réalisation et scénario : Robert Pouret
- Adaptation et dialogues : Robert Pouret et Alain Bonnot
- Décors : Jacques Bufnoir
- Images : Jean Gonnet
- Cameraman : Guy Durban
- Montage : Kenout Peltier
- Musique : Jean-Pierre Pouret
- Son : Gérard Barra
- Production : Francis Leroi pour Unité Un et Patricia Films
- Directeur de production : Annabelle Le Doeuff
- Distributeur : Framo Diffusion
- Durée : 108 minutes
- Date de sortie : 22 janvier 1975

## Distribution
- Julian Negulesco : Luc
- Jean-Jacques Moreau : Abel
- Christine Laurent : Julie
- Sylvie Milhaud : Sarah
- Raymond Bussières : Antoine
- Hubert Deschamps : Delaville
- Maria Meriko : Madame Martin
- Maryse Martin : Veleda
- Etienne Bierry : Maury
- Martin Trévières : Marius
- Françoise Bette : Juliette
- Julien Verdier : Sacrovir
- Roger Riffard : Gaston
- Martine Ferrière : Madame Saury
- Paul Bisciglia : Le garde-champêtre